# Moses Nagamootoo
Moses Veerasammy Nagamootoo (in tamil மோசே வீரசாமி நாகமுத்து; Whim, 30 novembre 1947) è un politico guyanese, Primo ministro della Guyana dal 20 maggio 2015 al 2 agosto 2020. Eletto sotto la presidenza di David A. Granger, è succeduto a Sam Hinds.

## Biografia
Di origine tamil, è nato a Whim, un villaggio in Berbice. Ha lavorato come giornalista e insegnante prima di diventare avvocato.
Eletto in Parlamento nel 1992, è stato diverse volte Ministro.